# HV Kras/Volendam
Il HV Kras/Volendam è una squadra di pallamano maschile olandese con sede a Volendam.